# ブレンド茶
ブレンド茶（ブレンドちゃ）とは、複数の原料を使用した茶のこと。
「十六茶」や「爽健美茶」をはじめ一時期は多くのメーカーによるブレンド茶が出現したが、ブレンド茶のブームが衰退したことにより、大部分のメーカーが市場から撤退した。

## ブレンド茶の商品
- 「爽健美茶」（日本コカ・コーラ） - 12種類（ハトムギ、玄米（一部、発芽玄米）、大麦、ドクダミ、ハブ茶、チコリー、月見草、ナンバンキビ、大麦若葉、明日葉、黒ごま、ヨモギ）
- 「十六茶」（アサヒ飲料） - 16種類（ハトムギ、大麦、黒豆、玄米、ハブ茶、桑の葉、アマチャヅル、昆布、霊芝、熊笹、柿の葉、ゴマ、ミカンの皮、杜仲茶、黒米、シソの葉）。2007年2月21日発売の新製品からは、大麦と玄米を増量し、黒米に替えてびわの葉を追加。
- 「百年茶」（サントリー） - 24種類（緑茶、ハトムギ、ハブ茶、クコの実、クコの葉、大麦、甘草、ナツメ、カワラケツメイ、桑の葉、タンポポの根、昆布、玄米、バンザクロの実、ドクダミ、スイカズラ、サツマイモ、熊笹、ヤマハマナスの実、発芽大麦、アマチャヅル、コフキサルノコシカケ、カミツレ、杜仲葉）
- 「あなたのブレンド茶」（サンガリア） - 21種類（大麦、ハトムギ、玄米、ハブ茶、緑茶、ウーロン茶、杜仲茶、グァバ葉、バナバ葉、霊芝、朝鮮人参、ドクダミ、シイタケ、柿の葉、ミカンの皮、クコの葉、よもぎ、熊笹、アマチャヅル、大豆、昆布）

### 過去に存在したブレンド茶
- 野草茶（伊藤園）
- のほほん茶（サントリー）
- 減肥茶（カネボウフーズ）
- 二十四茶（ジェイアール九州リーテイル）
- 四十八茶（吉本興業）
- 暴暴茶（ポッカコーポレーション）
- まぜ茶った／爽香十三茶（ジェイアール高崎商事）
- 大黒茶（キリンビバレッジ）
- 福美茶（ダイドードリンコ）
- 萬健美茶（山崎製パン）
- ぶれんど茶（コープ）
- 太極拳減肥茶（サッポロビール）
- 薬王院茶（高尾山薬王院）

etc